# Paecilaema maculifrons
Paecilaema maculifrons is een hooiwagen uit de familie Cosmetidae.